# デジレ・シャルネ

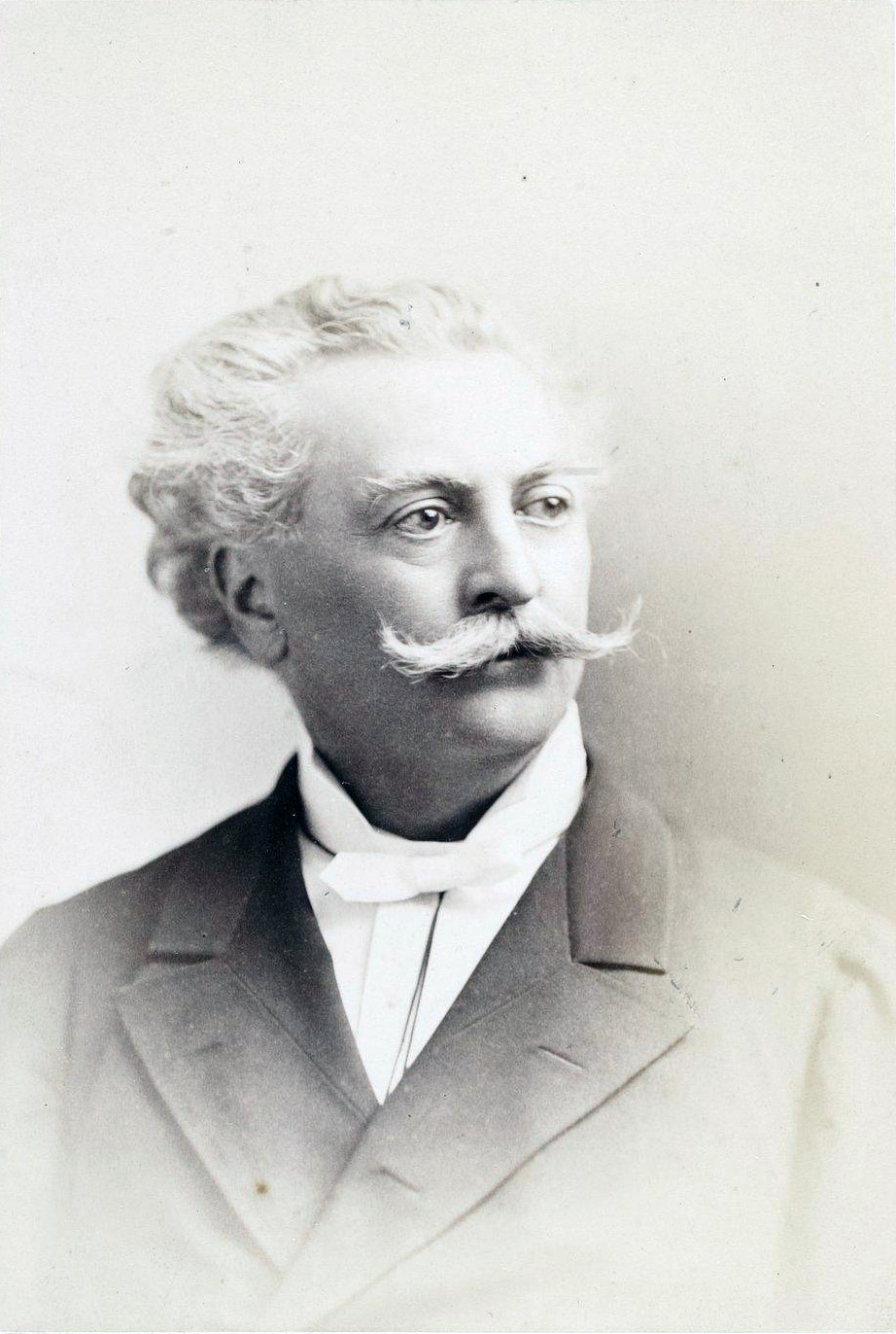
デジレ・シャルネ（1878年）

クロード・ジョゼフ・デジレ・シャルネ（Claude-Joseph-Désiré Charnay、1828年5月2日 - 1915年10月24日）は、フランスの探検家、写真家。先コロンブス期のメキシコおよび中央アメリカ探検の先駆者のひとりで、遺跡を写真に撮影した初期の人物として知られる。

## 生涯

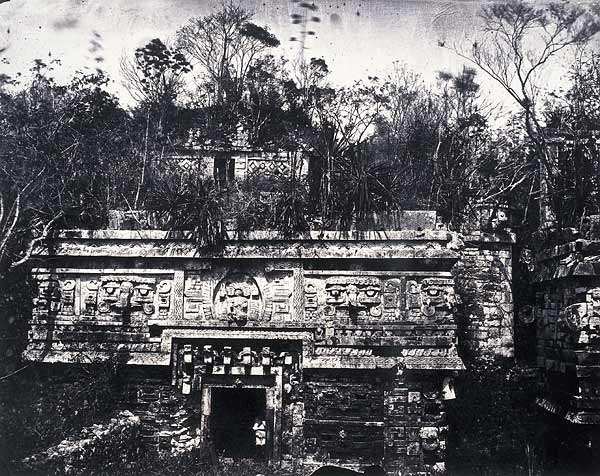
チチェン・イツァのラス・モンハス（尼僧院）の写真

シャルネはローヌ県フルリュー・シュル・ラルブレスル (Fleurieux-sur-l'Arbresle) に生まれ、1850年からアメリカ合衆国のニューオーリンズの学校教師として働いた。ジョン・ロイド・スティーヴンズのメキシコ・中央アメリカ探検に影響され、自らも探検を志したシャルネはいったんフランスに帰国し、ユカタンを探検するためのフランス公共教育省の支援を取りつけた。写真湿板の技術を身につけたのもこの時と考えられている。
シャルネはまず1857年4月からアメリカ合衆国とカナダを旅行し、モンモランシーの滝、ナイアガラの滝の写真を撮影し、ミシシッピ川まで旅行している。同年11月にようやくメキシコに渡り、メキシコシティでメキシコの文化やスペイン語を学習した。翌1858年9月にオアハカへ行ったが、別便で届くはずの写真機材が届かず、空しくそこにとどまった。現地の材料で何とか機材を準備し、ミトラで写真を撮影した。1859年4月にベラクルスに戻ったが、当時のメキシコはレフォルマ戦争の最中で、シャルネは敵のスパイと思われて逮捕された。誤解が解けた後にようやく本来の目的地であるユカタン半島へ赴き、パレンケ、ウシュマル、チチェン・イツァ、イサマルの写真を撮影した。写真はメキシコシティで1860年ごろに『メキシコ写真アルバム』(Álbum Fotográfico Mexicano)の題で出版された。1861年にフランスに戻り、1862年から1863年にかけて『アメリカの都市と遺跡』(Cités et ruines américaines)の題で探検結果を出版したが、この本は探検に関する文章、および47枚の大きな写真と2枚の写真リトグラフを含んでいた。
フランス政府の後援によって、1863年にマダガスカルを探検し写真を撮影した。1864-1867年のメキシコ第二帝政にはマクシミリアンについてメキシコに住み、帝政崩壊後はアメリカ合衆国に移った。しかし、この時代の活動は明らかでない。1874-1875年にはアルゼンチン、ブラジル、チリなど南アメリカを探検し、1877年に『パンパ横断』(A travers la Pampa)を出版した。1878年には再びフランス政府の後援でジャワ島とオーストラリアの探検を行った。
1880年から1882年にかけて、フランス公共教育省およびニューヨークのフランス系アメリカ人のタバコ製造業者であるピエール・ロリヤール（ロリラード） (Pierre Lorillard IV) の支援によって再びメキシコ遺跡探検を行った。今回の探検では従来のように写真のみによるのではなく、発掘、測量、遺物の収集、紙による型取りなどの作業を伴っていた。シャルネ一行はテオティワカン、トゥーラ、パレンケ、イサマル、チチェン・イツァ、ウシュマル、ヤシュチラン、ミトラを訪れた。1882年3月にシャルネはスティーヴンズが「phantom city」と呼んだヤシュチランを再発見しようとしたが、イギリスのアルフレッド・モーズリーにわずかに先を越された。しかしモーズリーは発見の栄誉をシャルネに譲り、結局共同発見ということになった。シャルネはスポンサーの名前によってこの遺跡を「ロリヤールの町」(Villa Lorillard)と命名したが、この名前は定着しなかった。なお、モーズリーとシャルネより1年前にグアテマラのエドウィン・ロックストロー (es:Edwin Rockstroh) がすでにヤシュチランを発見していたことがわかっている。今回のシャルネの探検記は『North American Review』誌に連載された。
シャルネはこれまでの自分のメキシコ探検の結果をまとめて『新世界の古代都市』(Les Anciennes villes du Nouveau monde)の題で1885年に出版した。しかしこの本は写真そのものを含まず、挿絵は写真にもとづいた木版画である。
1886年に最後のメキシコ探検と写真撮影を行った。今回は3か月でイサマル、テカシュ、エクバラム、ハイナ島などをまわるあわただしい旅だった。
1888年にシャルネはレジオンドヌール勲章（オフィシエ）を授けられた。
シャルネはメソアメリカの遺跡がすべて「トルテカ文明」のものであり、もっとも古いものでも800年以上さかのぼるものはないという考えを持っていた。この理論は現在の考古学者からは否定されている。
シャルネの生前、その著書は人気があったものの、専門の考古学者の評価は芳しくなかった。テオベルト・マーラーらはシャルネをしばしば強く批判した。『フランス人名辞典』(Dictionnaire de biographie française)は「学者というより通俗書の著者」と評価している。しかしながら、ユカタンの探検に写真技術を持ちこんだこと、現代から見れば粗雑であるにせよ、ハインリヒ・シュリーマンとほぼ同時期に詳細な発掘をしようとしたこと、初めて紙型を使ったこと、セノーテをはじめて浚渫して調査したことは評価される。また、トゥーラとチチェン・イツァが類似していることを指摘した最初のひとりでもあった。
肺炎の発作を起こした後、パリで1915年10月24日に没した。

## 著書
- Álbum Fotográfico Mexicano. Ciudad de México: J. Michaud e hijo. (1860)
- Cités et ruines américaines. Paris. (1863) （Project Gutenberg版、図版入り）
- A travers la Pampa. Paris: E. Martinet. (1877)
- Les Anciennes villes du Nouveau monde: voyages d'explorations au Mexique et dans l'amérique centrale. Paris: Librairie Hachette. (1885)
  - 英語訳： The Ancient Cities of the New World. London: Chapman and Hall. (1887)
- Ma dernière expédition au Yucatan. Paris: Libraire Hachette. (1887)
  - スペイン語訳： Viaje a Yucatán a fines de 1886. Mérida. (1888)